# Rhododendron gemmiferum
Rhododendron gemmiferum är en ljungväxtart som beskrevs av Melva Noeline Philipson och W.R. Philipson. Rhododendron gemmiferum ingår i släktet rododendron, och familjen ljungväxter. Inga underarter finns listade i Catalogue of Life.